# Saison 2018 de l'équipe cycliste Burgos-BH
La saison 2018 de l'équipe cycliste Burgos BH est la treizième de cette équipe, la première avec une licence d'équipe continentale professionnelle.

## Préparation de la saison 2018

### Sponsors et financement de l'équipe
L'équipe porte le nom de ses deux principaux sponsors : la province de Burgos, qui finance l'équipe depuis 2008, et BH (en), son fournisseur de cycles depuis 2012.

### Arrivées et départs
L'équipe Burgos-BH a concervé six des quatorze coureurs en contrat avec elle en 2017. Outre Marcos Rojo, parti en cours de saison, et David Belda, suspendu, Raúl Castrillo, Carlos Antón Jiménez, Marcos Jurado, Óscar Linares, Óscar Quiroz et Joan Ruiz n'ont pas été conservés. Dix coureurs ont été recrutés durant l'intersaison, de sorte que l'effectif passe à seize coureurs. Trois d'entre eux viennent d'équipes World Tour : Matvey Mamykin (Katusha-Alpecin), José Mendes et Silvio Herklotz (Bora-Hansgrohe). À la fin du mois de janvier, l'équipe enregistre une nouvelle arrivée avec la signature du jeune James Mitri.
| Óscar Cabedo          | Escribano Sport               |  |  |  |
| Jesús Ezquerra        | Sporting-Tavira               |  |  |  |
| Adrián González       | Euskadi Basque Country-Murias |  |  |  |
| Silvio Herklotz       | Bora-Hansgrohe                |  |  |  |
| Victor Langellotti    | UC Monaco                     |  |  |  |
| Matvey Mamykin        | Katusha-Alpecin               |  |  |  |
| José Mendes           | Bora-Hansgrohe                |  |  |  |
| James Mitri           | JLT Condor junior             |  |  |  |
| Diego Rubio Hernández | Caja Rural-Seguros RGA        |  |  |  |
| Nícolas Sessler       | Lizarte                       |  |  |  |
| Jordi Simón           | Soul Brasil                   |  |  |  |

| David Belda          | suspendu                          |  |  |  |
| Raúl Castrillo       | Telco.m Ederlan Frenkit           |  |  |  |
| Carlos Antón Jiménez |                                   |  |  |  |
| Marcos Jurado        | Efapel                            |  |  |  |
| Óscar Linares        | Gomur-Liébana 2017-Ferroatlántica |  |  |  |
| Óscar Quiroz         | Bicicletas Strongman              |  |  |  |
| Marcos Rojo          | Retraite                          |  |  |  |
| Joan Ruiz            | Super Froiz                       |  |  |  |

## Déroulement de la saison
Début décembre, l'UCI annonce la suspension de l'équipe Burgos-BH pour avoir eu deux cas de dopage en moins d'un an. La formation est suspendue de toute compétition pendant vingt et un jours. Conformément à la décision de la commission de discipline, l'équipe burgalesa est interdite de toute compétition du 16 janvier au 5 février 2019. Ainsi elle doit éliminer de son calendrier de compétitions le Challenge de Majorque et la Tropicale Amissa Bongo. Selon l'article 7.12.1 du règlement de l'UCI, l'équipe pouvait encourir jusqu'à un an de suspension. La formation de Julio Andrés Izquierdo s'était "auto-infligée" de manière volontaire une suspension de la même durée. À la lecture du verdict, Izquierdo s'est félicité d'avoir l'appui de la commission de discipline de l'UCI, cette dernière ayant pris en compte toutes les démarches entreprises dans sa lutte contre le dopage. 

## Coureurs et encadrement technique

### Effectif
| Cycliste              | Date de naissance | Nationalité      | Équipe 2017                   |  |
| --------------------- | ----------------- | ---------------- | ----------------------------- |  |
| Jetse Bol             | 8 septembre 1989  | Pays-Bas         | Manzana Postobón              |  |
| Óscar Cabedo          | 12 novembre 1994  | Espagne          | Escribano Sport               |  |
| Jorge Cubero          | 6 novembre 1992   | Espagne          | Burgos BH                     |  |
| Jesús Ezquerra        | 30 novembre 1990  | Espagne          | Sporting-Tavira               |  |
| Adrián González       | 13 septembre 1992 | Espagne          | Euskadi Basque Country-Murias |  |
| Silvio Herklotz       | 6 mai 1994        | Allemagne        | Bora-Hansgrohe                |  |
| Victor Langellotti    | 7 juin 1995       | Monaco           | UC Monaco                     |  |
| Daniel López          | 21 janvier 1994   | Espagne          | Burgos BH                     |  |
| Matvey Mamykin        | 31 octobre 1994   | Russie           | Katusha-Alpecin               |  |
| José Mendes           | 24 avril 1985     | Portugal         | Bora-Hansgrohe                |  |
| Igor Merino           | 16 octobre 1990   | Espagne          | Burgos BH                     |  |
| James Mitri           | 28 février 1999   | Nouvelle-Zélande | JLT Condor junior             |  |
| Álvaro Robredo        | 3 avril 1993      | Espagne          | Burgos BH                     |  |
| Diego Rubio Hernández | 13 juin 1991      | Espagne          | Caja Rural-Seguros RGA        |  |
| Ibai Salas            | 4 juillet 1991    | Espagne          | Burgos BH                     |  |
| Nícolas Sessler       | 29 avril 1994     | Brésil           | Lizarte                       |  |
| Jordi Simón           | 6 septembre 1990  | Espagne          | Soul Brasil                   |  |
| Pablo Torres          | 27 novembre 1987  | Espagne          | Burgos BH                     |  |
| Stagiaire             | Date de naissance | Nationalité      | Équipe 2018                   |  |
| Ángel Fuentes         | 5 novembre 1996   | Espagne          | Baqué-Ideus-BH                |  |
| Gabriel Pons          | 4 août 1997       | Espagne          | Escribano Sport               |  |

### Encadrement
Burgos BH est dirigée par Julio Andrés Izquierdo.

## Bilan de la saison

### Victoires
| Date   | Course                           | Pays  | Classe | Vainqueur    |
| ------ | -------------------------------- | ----- | ------ | ------------ |
| 3 août | 12e étape du Tour du lac Qinghai | Chine | 2.HC   | Daniel López |

### Résultats sur les courses majeures
Les tableaux suivants représentent les résultats de l'équipe dans les principales courses du calendrier international dans lesquelles l'équipe bénéficie d'une invitation (les cinq classiques majeures et les trois grands tours). Pour chaque épreuve est indiqué le meilleur coureur de l'équipe, son classement ainsi que les accessits glanés par Burgos-BH sur les courses de trois semaines.

#### Classiques
| Classique            | Milan-San Remo | Tour des Flandres | Paris-Roubaix | Liège-Bastogne-Liège | Tour de Lombardie |
| -------------------- | -------------- | ----------------- | ------------- | -------------------- | ----------------- |
| Coureur (classement) |                |                   |               |                      |                   |

#### Grands tours
| Grand tour           | Tour d'Italie | Tour de France | Tour d'Espagne   |
| -------------------- | ------------- | -------------- | ---------------- |
| Coureur (classement) | Non invitée   | Non invitée    | José Mendes(83e) |
| Accessits            | -             | -              | -                |